# Ousman Badjie (Politiker)
Ousman Badjie (auch Ousman Badgie; * 1967) ist ein gambischer Politiker und Diplomat.

## Leben
Ousman Badjie ist in Banjul aufgewachsen, nach seinem Schulbesuch begann er im Jahr 1980 seine militärische Laufbahn auf der Military High School in Saint-Louis in Senegal und blieb dort bis 1987. Nach weiteren militärischen Ausbildungen zum Offizier trat er 1990 in die Gambia National Gendarmerie ein.
Im September 1994 wechselte er in die Führung der Gambia Police Force. Am 27. Januar 1999 wurde er von Präsident Jammeh ins Kabinett als Innenminister (State for Interior and Religious Affairs) berufen und löste Momodou Bojang ab. Am 4. Mai 2004 wurde Badjie von Samba D. Bah als Innenminister abgelöst.
Von 2007 bis 2012 war Badjie gambischer Botschafter in Marokko. Anschließend war er Botschafter in Tunesien und Zypern, 2014 war er Botschafter in Russland und Frankreich und ständiger Vertreter des gambischen UN-Büros in Genf.
Von August bis November 2014 war er Minister für Transport, Arbeit und Kommunikation.
Im Dezember 2014 wurde er wegen Wirtschaftskriminalität in zwei Fällen und der Vernachlässigung von Amtspflichten in drei Fällen während seiner Zeit als Botschafter in Paris angeklagt. Im Oktober 2016 wurde er freigesprochen.